# Großweitzschen
Großweitzschen è un comune di 2 674 abitanti della Sassonia, in Germania.
Appartiene al circondario (Landkreis) della Sassonia centrale (targa FG).